# Bauernhaus Winzerstraße 79 (Radebeul)

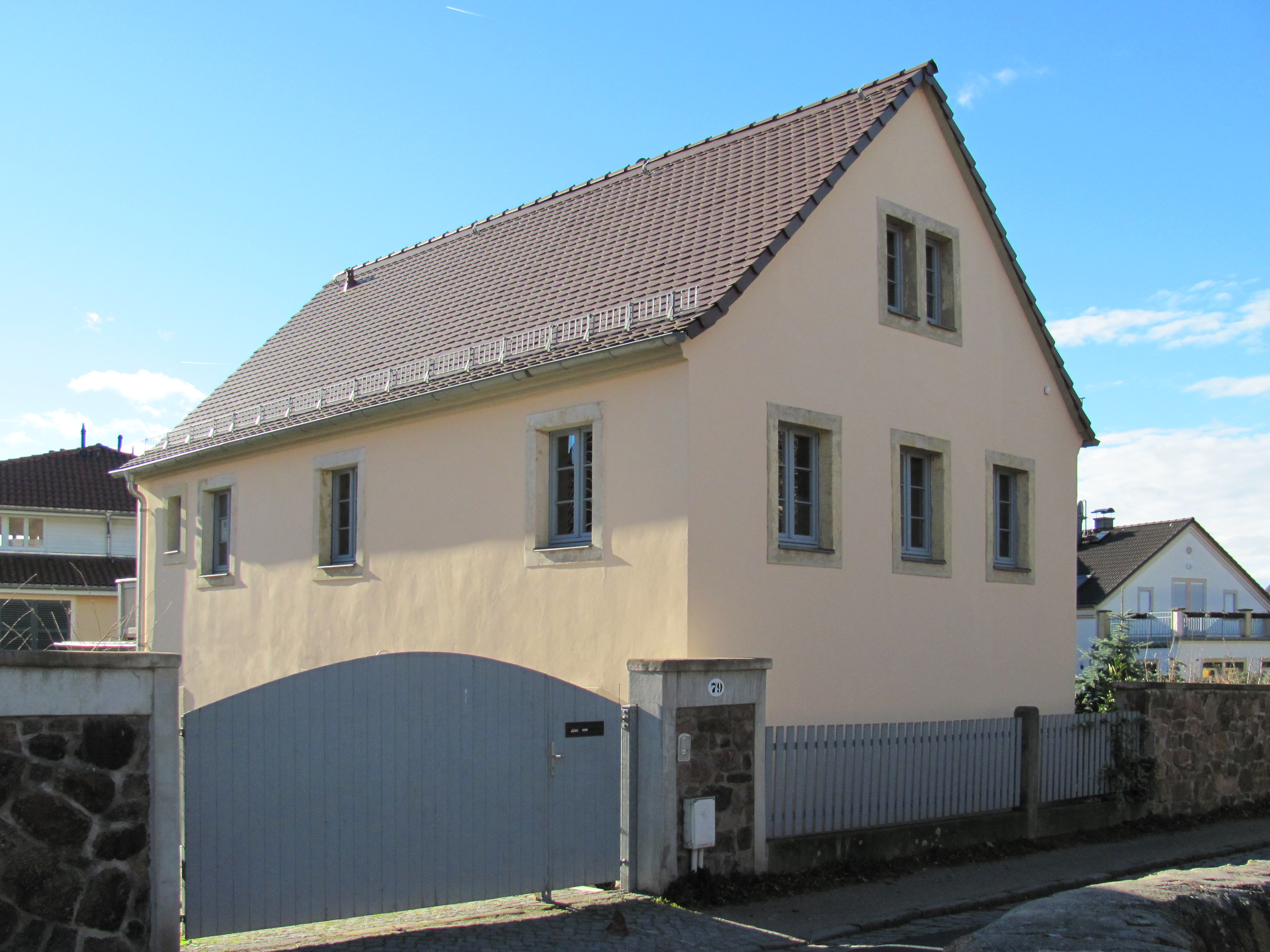
Bauernhaus Winzerstraße 79 von Norden

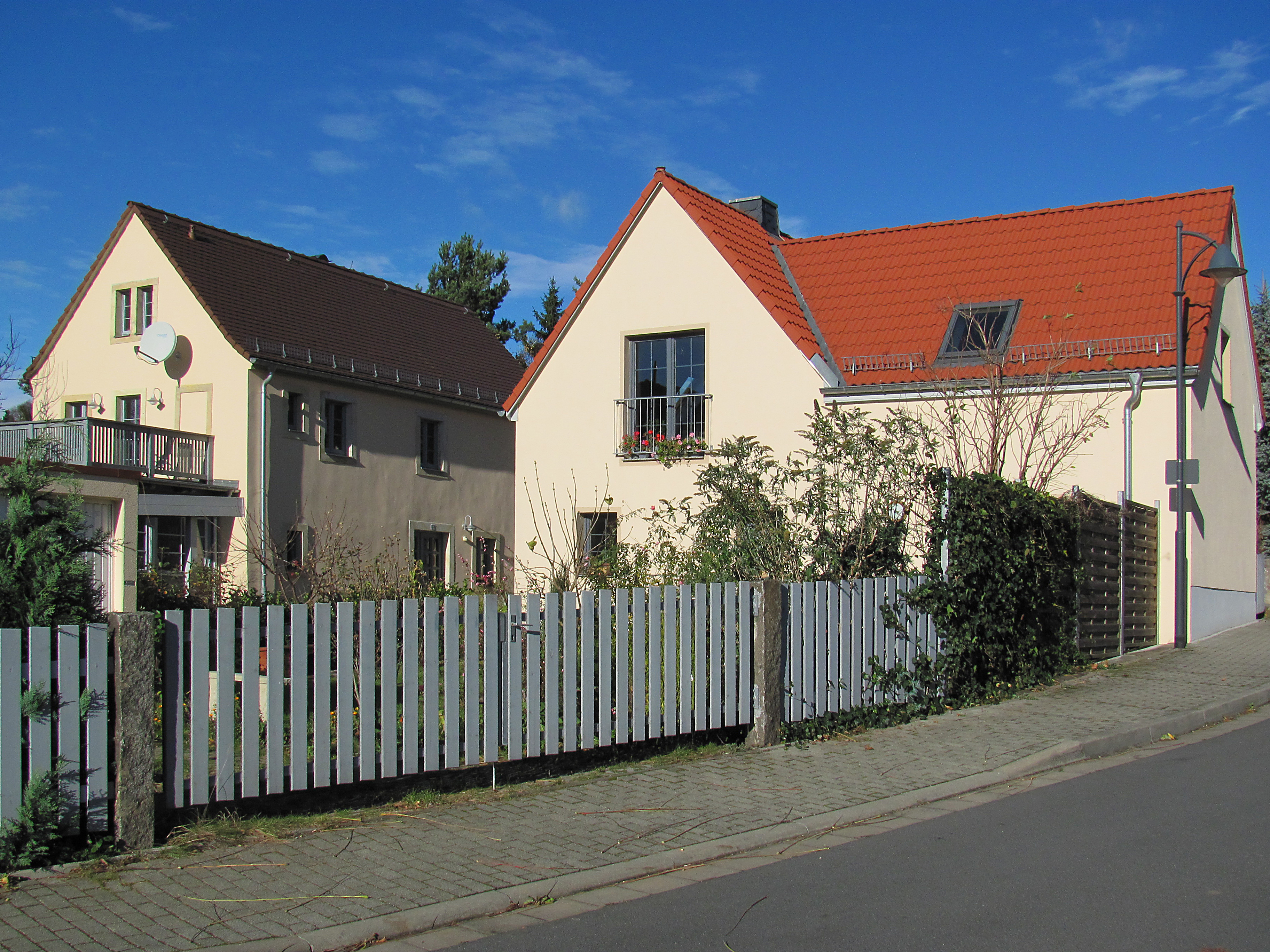
Bauernhaus Winzerstraße 79 von Süden, rechts der ehemalige Stall

Das Bauernhaus in der Winzerstraße 79 ist ein ehemaliges Bauernhaus im Radebeuler Stadtteil Niederlößnitz.

## Beschreibung
Das als Einzelgebäude denkmalgeschützte Wohnhaus ist ein einfaches, zweigeschossiges Gebäude auf der Südseite der Winzerstraße, zu der es mit seinem Giebel ausgerichtet ist. Von der Winzerstraße aus handelt es sich um einen Zweiseithof: links vom Hof befindet sich der ehemalige Stall, der im Laufe der Zeit stark verändert wurde, da er in die Winzerstraße hineinragte, und der heute zu einem Wohnhaus umgebaut ist.
Das schlichte Bauernhaus ist verputzt, zum Hof zeigt es etwa in der Mitte der Traufseite ein Korbbogenportal als Eingang, obenauf sitzt ein Satteldach.

## Geschichte

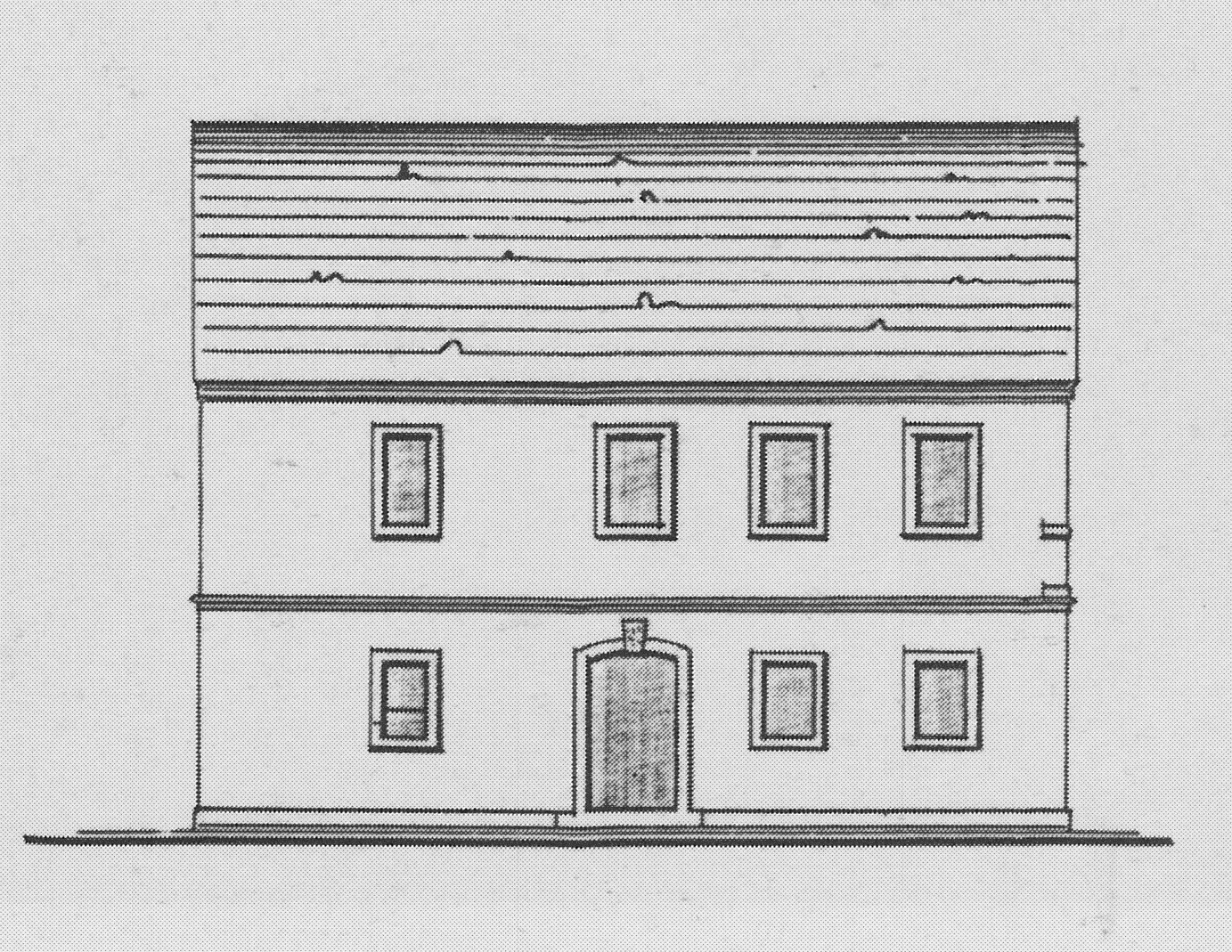
Bauzeichnung, um 1884

Der Eigentümer Simon Rasch beantragte 1884, das sich in schlechtem Zustand befindliche Obergeschoss aus Fachwerk nebst Dach nach Plänen des Kötzschenbrodaer Baumeisters F. A. Bernhard Große zu erneuern. Die Genehmigung dazu erging 14 Monate später im Jahr 1885.
Im Oktober 1919 wurde der seinerzeitige Besitzer Ernst Weidermann angezeigt, ungenehmigte Veränderungen an seinem Haus vorgenommen zu haben, „um dasselbe einigermaßen wohnlich vorzurichten.“ Im Dezember wurden die Veränderungen nachträglich genehmigt, zusammen mit der Baugenehmigung für eine durch den Baumeister Felix Sommer zu errichtende Veranda.
In den 2000er Jahren wurde das Gebäude denkmalgerecht saniert. Auch das Nebengebäude wurde modernisiert.